# Moscheea Huaisheng
Moscheea Huaisheng este o moschee din orașul Guangzhou, China. Se presupune că aceasta este cea mai veche moschee din China și una dintre cele mai vechi din lume.

## Istorie și arhitectură

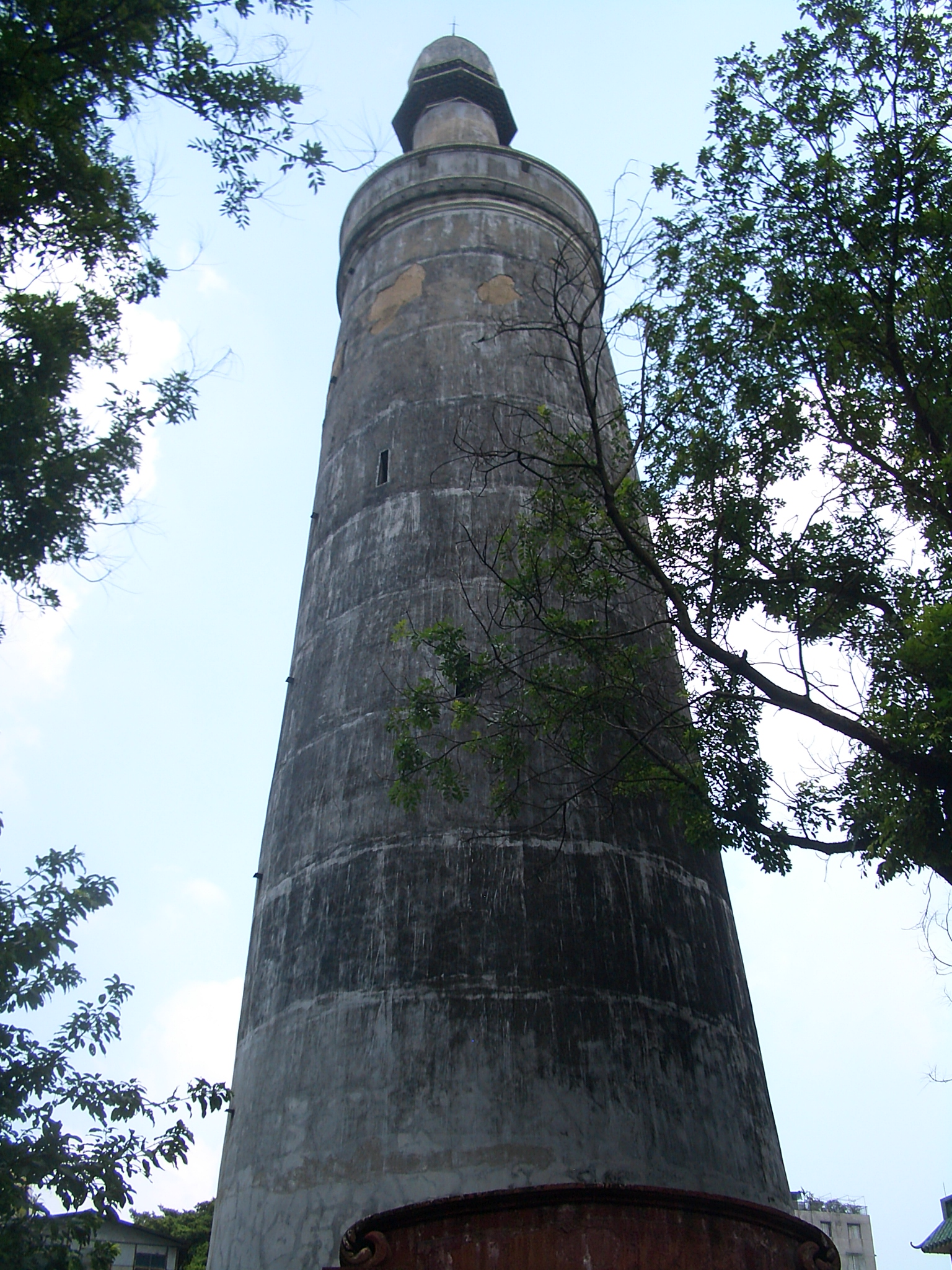
Minaretul.

Conform tradiției musulmanilor chinezi, moscheea ar fi fost construită încă din timpul vieții Profetului Mahomed. În anul 620, Sa`d ibn Abi Waqqas, unchiul profetului, a fost trimis într-o misiune cu caracter religios în China. În urma acestei misiuni, în anul 627 a fost construită prima moschee chineză. Alte surse menționează însă că prima misiune musulmană din China ar fi avut loc în anul 651, în timpul împăratului Gaozong (649-683) din dinastia Tang și ar fi fost condusă într-adevăr de Sa`d ibn Abi Waqqas în calitate de trimis al celui de-al treilea calif, Osman ibn Affan (644-656).
Edificiul a jucat un rol important pentru comercianții arabi veniți pentru afaceri în orașele Guangzhou și Quanzhou. De-a lungul timpului a suferit mai multe renovări sau reconstrucții. Semnificative sunt cele din anii 1350 și 1695.
Moscheea Huaisheng este construită conform principiilor arhitecturii chineze. Minaretul său este din piatră și are o înălțime de 36 de metri. De asemenea forma sa este una destul de neobișnuită, fiind asemănător cu un far. Din această cauză mscheea a mai fost numită și Guangta Si sau Moscheea Farului ori a Turnului de Lumină. Numele său comun, acela de Huaisheng înseamnă Prețuiește Sfințenia sau Înțelepciunea, fiind o referire la Profetul Mohamed și la rolul acestui edificiu construit în amintirea sa.